# Hardluck
Hardluck é uma cidade-fantasma, localizada no condado de Esmeralda, estado do Nevada, nos Estados Unidos. 
Nesta localidade havia uma mina de ouro que esteve em exploração entre 1897 e a Segunda Guerra Mundial.
A principal atração desta localidade é o Hard Luck Castle que é uma mansão construída por Randy Johnston que comprou os terrenos da velha mina de Hard Luck em 1998. Esta mansão tem uma área de 740 m2. O espaço compreende uma sala grande, sala de jantar, duas cozinhas, três casas de banho/banheiros, quatro quartos, uma adega, uma mediateca, oficina. A energia é obtida através do sol e do vento.